# Ma' Rosa
Pour plus de détails, voir Fiche technique et Distribution.
Ma’ Rosa est un film dramatique philippin réalisé par Brillante Mendoza.

## Synopsis
Rosa et Nestor vivent avec leurs enfants dans les bidonvilles de Manille. Dans leur petite épicerie sari-sari, ils vendent également de la méthamphétamine pour améliorer un peu l'ordinaire. Pris en flagrant délit, ils sont arrêtés par des policiers corrompus qui exigent une forte somme pour les relâcher. Leurs enfants se démènent pour réunir l'argent.

## Distribution
- Jaclyn Jose : Rosa, la mère
- Andi Eigenmann : Raquel
- Felix Roco : Jackson
- Jomari Angeles : Erwin
- Julio Diaz : Nestor, le père
- Mark Anthony Fernandez : Castor
- Baron Geisler : Sumpay
- Mon Confiado : Sanchez
- Neil Ryan Sese : Olivarez
- Maria Isabel Lopez : Tilde
- Mercedes Cabral : Linda

## Distinction

### Récompense
- Festival de Cannes 2016 : Prix d'interprétation féminine pour Jaclyn Jose